# Endura (группа)
Endura (иногда пишется Endvra) — дарк-эмбиент группа, активная в 1990-х годах. В группе было всего два участника: Стивен Пенник и Кристофер Уолтон. Название группы происходит от катарской практики ритуального голодания, для ускорения смерти.
Пенник и Уолтон встретились в начале 1993 года. Уолтона «однажды выгнали из Франции» после того, как он показал видеозаписи жесткого насилия и порнографии на фестивале индустриальной музыки. Он называл себя мизантропом.
Endura смешивает элементы эмбиент-музыки с племенными ритмами, речёвками, стонами и звуковыми эффектами, такими как дребезжание цепей и эхо. Их стиль описывают как «сочетание синтезаторов, напоминающих Tangerine Dream, с (не)здоровыми дозами Алистера Кроули, Лавкрафта и психоделиков», «абсолютно навязчивым и мрачным», или просто «неоклассическим». Уолтон заявил, что у Пенника более мелодичный талант, в то время как сам Уолтон более концептуальный. После распада Endura Уолтон продолжил выпускать музыку под именами: Ten Horned Beast и Holy order of Faust. Согласно интервью Heathen Harvest, Пенник больше не занимается музыкой.

## Частичная дискография
| Год  | Название                                | Лейбл                         | Примечания                |
| ---- | --------------------------------------- | ----------------------------- | ------------------------- |
| 1994 | Hexe                                    | Enlightenment Communications  | as AbRAXAS, cassette only |
| 1994 | Dreams Of Dark Waters                   | Nature & Art                  |                           |
| 1995 | Dark Projections From An Ancient Nature | Psychotic Reactions           | cassette only             |
| 1996 | The Dark Is Light Enough                | Allegoria                     |                           |
| 1996 | Liber Leviathan                         | Aesthetic Death               |                           |
| 1996 | Black Eden                              | Red Stream                    |                           |
| 1996 | Ard Inn Ar                              | Old Europa Cafe               | cassette only             |
| 1997 | Great God Pan                           | Misanthropy Records/Elfenblut |                           |
| 1998 | The Watcher                             | Old Europe Cafe               |                           |
| 1999 | Elder Signs                             | Red Stream                    | double CD set             |